# 愛無限 (泰國電視劇)
《愛無限》，為泰國GMM 25與LINE TV於2019年8月11日起播出的愛情及劇情電視劇，改編自2010年的同名台劇《愛無限》，由Lee及Violette主演。
此劇由GMMTV製作，在2018年11月GMMTV的「Wonder Th13teen」新劇宣傳活動上公開先導預告片。其後，此劇於2019年8月在GMM 25電視台及LINE TV首播，同年11月終映。

## 劇情簡介
Day自小在坎坷的環境成長，經歷媽媽去世、爸爸精神狀態變差，為了養活家庭，Day被逼做各種兼職維持生計。而Min則是在富有家庭出身的千金小姐，但性格並不是如同其他相同出身的人般任性、眼角高，而是善良和聰明。在一次偶然的意外中，生活在兩個世界的Day與Min相遇，Min在目睹Day的悲慘生活後有了憐憫之心，兩人開始發展出甜蜜的關係，同時發現了媽媽死亡意外的真相。

## 演員陣容
註：括號內的演員姓名為小名。

### 主要人物
- 塔納·羅坤宋巴（Lee）飾演 Day

體育專業大學生，兒時媽媽為了救他車禍身亡、爸爸因無法承受打擊而變傻。為了養活家庭，他每日以做兼職維持生計，擺地攤、送外賣、人體模特等雜活也做，但生活依然相當貧困。在一次意外中，他的貨架勾破了Min的裙子，令他需要以打非法泰拳來賺錢償還昂貴的賠償。因此，Min得知他的可憐背景，並開始關心爸爸的情況。這令兩人越走越近，開始發展關係。
- Violette Wautier 飾演 Min

富有家庭出身，精於藝術，很善解人意和聰明。她從小喜歡青梅竹馬的Phon，但Phon只當她是親密的妹妹看待。在裙子被Day的貨架勾破後，她在Day賠償她的裙子後，目睹Day和爸爸的生活更加不幸，因此出於愧疚和同情對兩人給予支持和幫助。同時，隨著兩人的生活開始交集，她與Day發展成戀人關係。

### 其他人物
- 蘇緹帕·空娜迪（Noon）飾演 Ne
- 莎若查·布琳（Gigie）飾演 Namol
- 西瓦科恩·勒爾科喬特（Guy）飾演 Phon
- 納查特·佳塔潘（Nicky）飾演 Cue
- 桑提蘇克·普羅米斯里（Noom）飾演 Theep
- Teerapong Leowrakwong（Big）飾演 Pairoj
- Suthathip Wuttichaipradit（Ampere）
- Kalaya Lerdkasemsap（Ngek）
- 維拉育特·查蘇克（Arm）
- Phurikulkrit Chusakdiskulwibul（Amp）
- Suporn Sangkaphibal

## 外部連結
- GMMTV官方網站 （页面存档备份，存于）（泰文）
- MyDramaList 劇集介紹及劇評 （页面存档备份，存于）（英文）
- 豆瓣劇集介紹 （页面存档备份，存于）（中文）